# Denys Berinczyk
Denys Berinczyk (ukr. Денис Берінчик;  ur. 5 maja 1988) – ukraiński bokser wagi lekkopółśredniej, wicemistrz olimpijski, wicemistrz świata. 
W 2011 roku, podczas mistrzostw świata amatorów w Baku zdobył srebrny medal w kategorii półśredniej (do 64 kg). Na igrzyskach olimpijskich w Londynie zdobył srebrny medal w kategorii do 64 kg.